# 大浦崎収容所

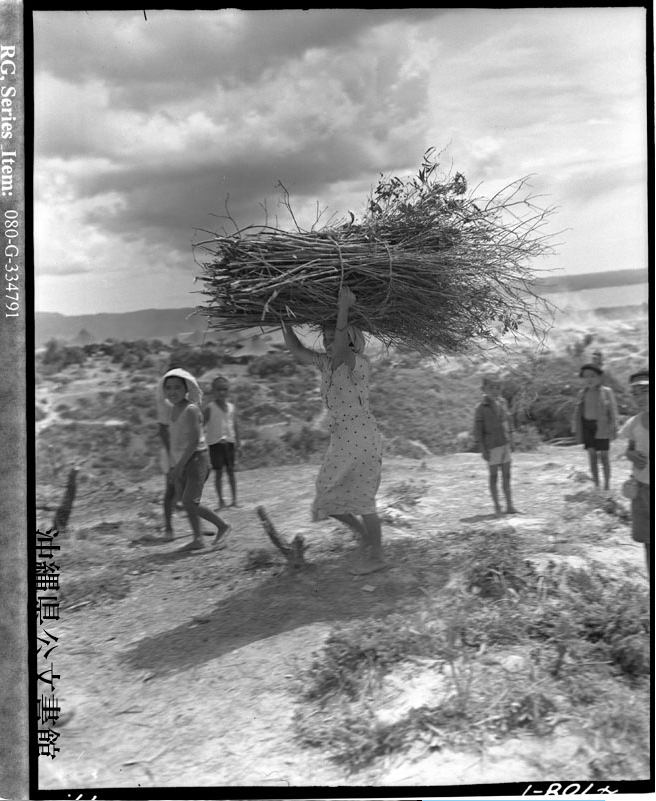
当初はテントもない状態であった。(1945年7月8日) (沖縄県公文書館)

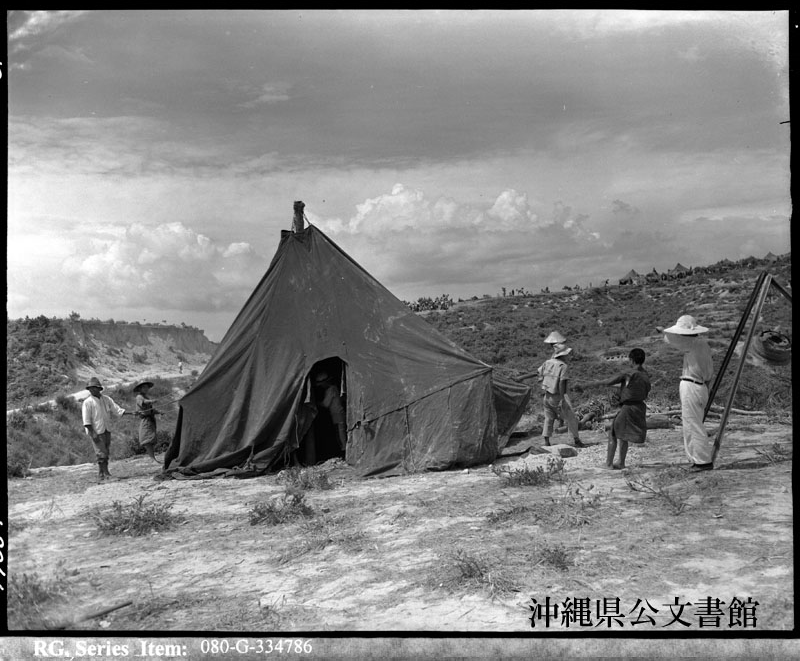
米海軍の1945年7月8日の記録には「米軍政府の管理下で生活する民間人 沖縄本島北部の辺野古にて」とある。(沖縄県公文書館)

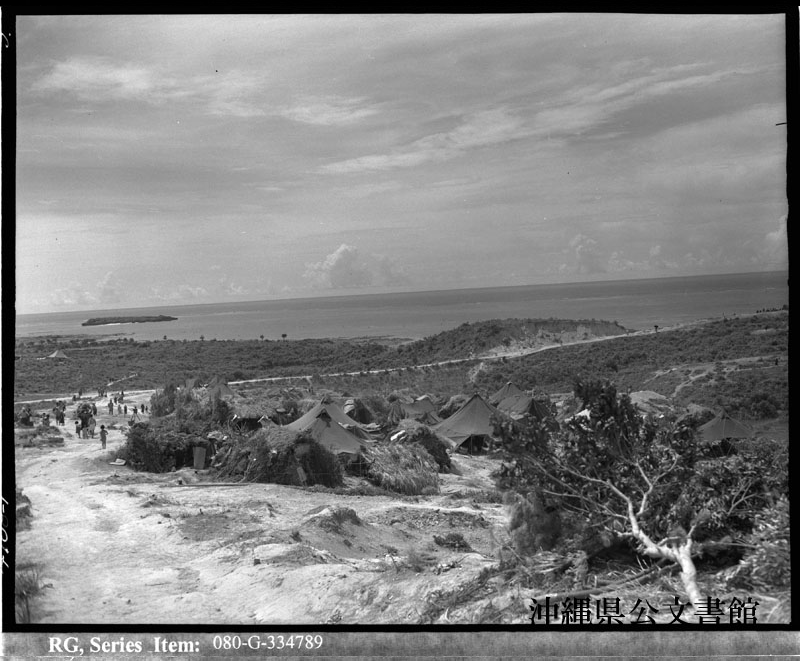
米海軍の1945年7月8日の記録には「米軍政府の管理下で生活する民間人 沖縄本島北部の辺野古にて」とある。(沖縄県公文書館)

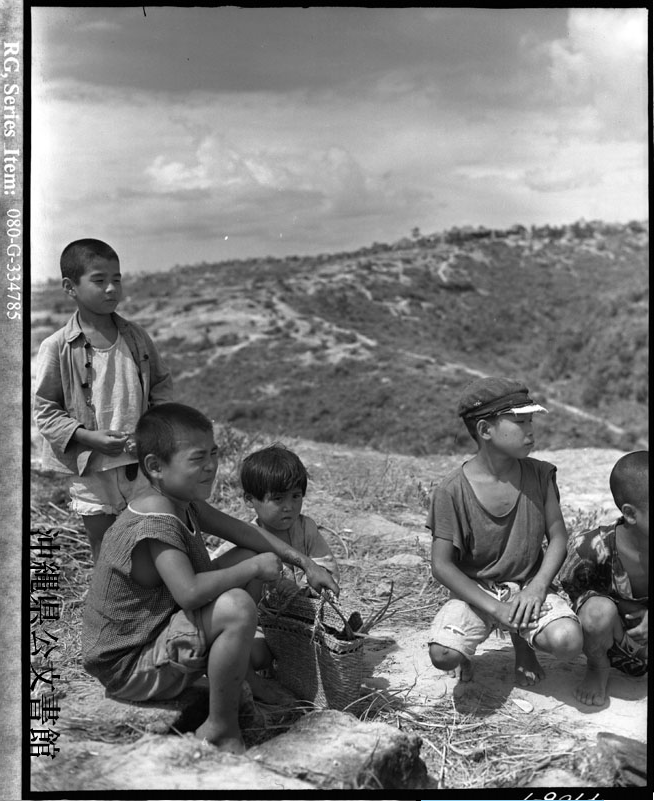
米海軍の1945年7月8日の記録には「米軍政府の管理下で生活する民間人 沖縄本島北部の辺野古にて」とある。(沖縄県公文書館)

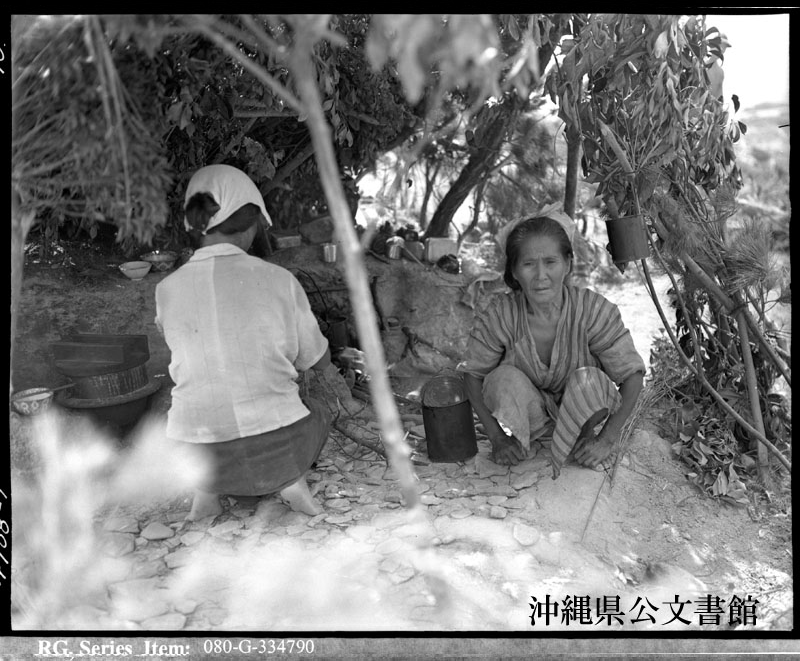
米海軍の1945年7月8日の記録には「米軍政府の管理下で生活する民間人 沖縄本島北部の辺野古にて」とある。(沖縄県公文書館)

大浦崎収容所 (おおうらさきしゅうようしょ) は、1945年に沖縄戦で上陸した米軍が民間人を収容した民間人収容所の一つで、名護市辺野古の大浦湾、現在の米海兵隊キャンプ・シュワブ基地の中にあった。北西海岸で運営された多くの収容所がそうであったように、収容所運営が粗悪であり、収容所内で亡くなる人も少なくなかったといわれている。戦後まもなくして米軍基地キャンプ・シュワブとなり、その後の遺骨回収はできていない。収容所跡は、現在、日本政府が進めている辺野古新基地建設の陸上部分となっており、遺構の保存もされないまま工事が進められている。

## 概要
大浦崎収容所は、1945年６月末わずか３日間で２万人以上が集められたといわれ、特に今帰仁村、本部町、伊江村の住民を地区別にわけて収容していた。旧久志村の久志・辺野古の住民もあわせて収容され、収容者の数は約3万人に達していた。特に北西部にあった米軍の民間人収容所は運営状況が粗雑であり、沖縄戦を生きのびても収容所でなくなる人が多く、沖縄戦のもう一つの悲劇といわれている。沖縄戦をやっとの思いで生きのびた人たちが、なにもない荒れはてた高地に次々とおくりこまれ、当初はテントもなく、真夏の沖縄の激しい日差しをさえぎる木々もなく、枝木を拾い集めて地べたに立てかけ、地べたに寝起きする状態であったという。食糧は慢性的に枯渇し、マラリアも蔓延し多くの犠牲者をだした。米海軍が記録した大浦湾収容所の写真は現在は沖縄県公文書館で見ることができる。戦没者らの名が刻まれた「平和の礎」の資料によると、死没先先が「大浦崎」「大浦崎収容所」等と記載された戦没者は304人にのぼる。

## 民間人の収容

### 伊江島の住民
沖縄戦における伊江島の戦いは1945年4月16日に始まった。島民総動員で建設され、当時東洋一と称された帝国陸軍伊江島飛行場は、逆に米軍の激しい攻略戦の標的となり、21日までの6日間の戦闘で住民を含む4,700人余が死亡。スパイとなることと道義であった投降という選択肢はなく、追い詰められた住民の集団自決（強制集団死）や、日本兵による虐殺事件なども発生し、住民の約半数の1,500名が命をおとした。
米軍は島を占領し、直ちに日本軍の飛行場を整備拡大して米軍伊江島補助飛行場の建設に入った。捕虜となった住民は慶良間諸島の渡嘉敷や座間味に、あるいは大浦湾収容所に収容された。まだ降伏してもいない日本軍が潜伏する渡嘉敷島に送られた伊江島住民のなかには、日本軍海上挺進第3戦隊 (赤松隊) にスパイとして殺害 (男女6人) されるという事例もあった。大浦崎収容所内では西側の地区に収容された。伊江島へ帰村が許可されたのは、沖縄戦から2年後の1947年3月になってからだった。
| 「 | そのうち、アメリカ軍に捕まり、その指示で、今帰仁村の兼次部落に移住した。伊江島から持ち出してきた衣類などの家財は、何回もの移動のたびに捨ててきたので、そのころは全くの着のみ着のままになっていた。今帰仁に着いて三日目の朝、部落の大通りに集められ、アメリカ軍によって久志村大浦崎に連行された。大浦崎の何にもない野原で、数世帯に一つのテントがあてがわれただけで、そこに住むよう指示された。水もなく、米の配給はあったが、鍋も食器もなく、アメリカ軍の塵捨て場から空き缶を拾ってきてそれを使った。その上、マラリアが流行した。沢山の人が死んだ。食糧も十分でなく、アメリカ兵にクギブ、ミー。ギブ、ミーんと物乞いをするありさまであった。 | 」 |
| —伊江島 小学生の体験（沖縄県史第9巻（1971年琉球政府編）および沖縄県史第10巻（1974年沖縄県教育委員会編）より） | |    |

### 本部町の住民
本部半島は、中南部の「耕す戦法」とまでいわれた地形が変わるほどの熾烈な砲火を受けることはなかったが、国頭支隊の敗残兵となった宇土部隊ら日本の敗残兵と米兵とのあいだに巻き込まれ犠牲となる住民も少なくなかった。6月になると、本部半島で本部飛行場や備瀬の小飛行場の土地接収と建設が始まり、住民は強制的に東海岸の大浦崎収容所などに移送された。食糧はなく、また食糧をもとめて動けば性暴力の標的とされることも多かった。
| 「 | 久志には七、八か月もいた。はじめは五〇人ずつ、あるいは百人ずっ大きなテントに収容された。中には敷物もなく、土の上に寝ろということであった。それで人々は、とりあえず草を刈りて来て敷き、その上に住んでいた。文字通り家畜同然の生活であった。だが、やがて私たちは、山から材木を切り出し茅を刈り集めて、自力で小屋を作って住まうようになった。食糧もまた惨めであった。すでに区長も任命されており、配給主任を通じて一人何合、何個というふうに支給されてはいたものの、それだけではなんとしても足りず、誰もが栄養失調気味であった。 | 」 |
| —本部町 米軍上陸（沖縄県史第9巻（1971年琉球政府編）および沖縄県史第10巻（1974年沖縄県教育委員会編）より） | |    |

収容所から解放されても、収容されていたあいだに米軍基地となった土地には帰村することができず、ながらく米軍のテントで集団生活を余儀なくされた。その当時の暮らしぶりを『備瀬史』は「食糧事情は大浦崎なみに困窮していた」と記している。

### 今帰仁村の住民
今帰仁村でも、今帰仁の住民および今帰仁に疎開していた中南部の住民は、羽地や大浦崎収容所に送られた。現在の辺野古弾薬庫側にちかい場所に収容された。今帰仁村の『今泊誌』には、「哀れなつかし故郷から大浦崎へと運ばれて、日毎日毎にやせ細る」「恨みは深し四百の、魂は眠る大浦に、今日も降る降る涙雨」と、当時歌われた『大浦崎哀歌』が記録されている。
| 「 | アメリカ軍は、今帰仁の私達のいた謝名、平数附近をキャンプ (註・収容所) にする予定だったようですが、一週間に一回位の割で友軍 (日本軍) の夜間斬込みがあるので、そこを取止めて六月十九日私達は久志村の大浦崎に移動させられました。大浦崎の収容所生活は、これまでに比べて食糧に乏しく苦労しました。そこには七か月もいました。・・・(中略) 私が大浦崎の収容所にいる時は、ずいぶんアメリカ兵にこき使われました。毎朝、アメリカ兵が丈夫そうな人を適当に選んで、班を作って各班毎に道路補修、収容所を作るための伐採、歩いて数時間もかかる畑からイモ掘り作業などをさせられました。私は体格ががっちりしていたのでいつもきつい仕事を割当てられて閉口しました。夜通しイモを担いで歩かされたこともありました。 | 」 |
| —越来村 戦時下に製糖作業（沖縄県史第9巻（1971年琉球政府編）および沖縄県史第10巻（1974年沖縄県教育委員会編）より） | |    |

## 収容所の記憶

### 米海兵隊公式HPから削除
2017年12月12日、米海兵隊がその公式ホームページでシュワブの沿革に久志村を大浦崎市と誤って記載していたことを東京新聞が指摘した後、海兵隊が大浦湾収容所の記載そのものをすべてページから削除したことがわかった。今もキャンプ・シュワブのページには、米軍が管理し運営していた「大浦崎収容所」の記述はない。

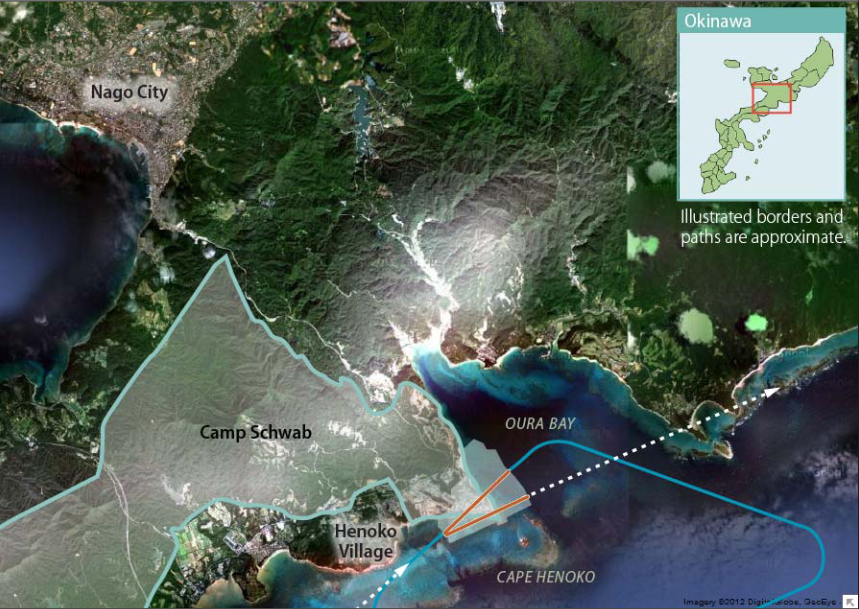
キャンプ・シュワブと辺野古の新基地建設予定地。

### 新基地建設と大浦崎収容所
辺野古の新基地建設に伴い、キャンプ・シュワブ内にある数少ない大浦崎収容所の遺構が取り壊されることになっている。名護市教育委員会は沖縄防衛局を通して現状保存を求めてきたが、防衛局は米軍側の意向で現状保存を行わないまま調査を行い記録した後に隊舎を建設する計画を明らかにした。大浦崎収容所跡地については、住民の遺骨が眠っている可能性も指摘されている。これまでの調査では一度も遺骨は収集されていない。
沖縄戦遺骨収集ボランティア「ガマフヤー」（ガマを掘る人の意）代表で沖縄大学地域研究所特別研究員の具志堅隆松は、遺骨収集調査も十分になされないまま「戦死者の上に軍事基地を作ることは、死者に対する冒とくだ」と、遺骨や遺跡の調査もなされないまま埋め立てて、その上に新たな米軍基地を作ることを厳しく非難している。
2020年4月、防衛省は設計変更を県に申請し、辺野古埋め立ての土砂を県内産に切り替え、その土砂の7割を沖縄本島南部で、沖縄戦の激戦地で死者が集中した糸満市と八重瀬町から調達すると発表した。現在もまだ多く日本兵や住民の遺骨や遺品があり遺骨収集を行っている土地の土を米軍基地建設の埋め立て土砂として使うことは、決して許されない人道上の問題だという憤りの声も大きい。